# 식샤를 합시다 2
《식샤를 합시다 2》는 2015년 4월 6일부터 2015년 6월 2일까지 tvN에서 방송된 드라마이다.

## 등장 인물

### 주요 인물
- 윤두준 : 구대영 역 (아역: 박민수) - 보험 왕 & 맛집 블로거
- 서현진 : 백수지 역 (아역: 박서진) - 프리랜서 작가
- 권율 : 이상우 역 - 세종시 5급 공무원

### 빌라 사람들
- 김지영: 이점이 역 - 자발적 1인 가구
- 황석정: 김미란 역 - 세종부동산 & 세종빌라 주인

### 정부청사 사람들
- 조은지: 홍인아 역 - 세종시 7급 공무원

### 그 외 인물
- 김희원: 임택수 역 -보험회사 SIU부서 직원. 전직 형사
- 황승언: 황혜림 역 - 대학생. 알바의 신
- 이주승: 이주승 / 안찬수 역
- 김단율: 박주완 역 - 김미란 아들
- 손영순

### 특별출연
- 봉만대: 봉만대감독 역(1화)
- 장원영: 최규식 역 (1화)
- 이도연: 오도연 역 (1화)
- 송유담: 선원 역 (1화)
- 이진성: 편의점 헤벌레남 세호 역 (2화)
- 케빈: 혜림의 썸남 역 (5화)
- 허가윤: 홍민아 역 - 홍인아 동생 (7~9화)
- 조재윤: 김미란 남편 역 (9화)
- 공형진: 홍인아 남편 역 (11화)
- 김현숙: 노처녀 역 (11화)
- 김선우: 청원경찰 역 (13화)
- 권혁수: 변태남 역 (13화)
- 정지순: 세탁소 주인 역 (14화)
- 잔나비: (14화)
- 태인호: 이주승 역
- 레이먼 킴: 한정식 쉐프 역 (15화)
- 양요섭: (16화)
- 이승준: (17화)
- 박준화: 부동산 손님 역 (18화)
- 홍대광: (18화)
- 윤소이: (18화)

## 시청률
아래의 파란색 숫자는 최저 시청률이고, 빨간색 숫자는 최고 시청률이다. 시청률은 닐슨 코리아 유료 가입자 기준으로 한다.
| 2015년      | 2015년      | 2015년          | 2015년      | 2015년      | 2015년 |
| 회차        | 방송일자    | AGB 닐슨 시청률 | 시청률 순위 | 시청률 순위 |        |
| 회차        | 방송일자    | AGB 닐슨 시청률 | 종 합       | 드라마      |        |
| ----------- | ----------- | --------------- | ----------- | ----------- | ------ |
| 제1회       | 4월 6일     | 1.090%          | 13          | 8           |        |
| 제2회       | 4월 7일     | 2.068%          | 2           | 2           |        |
| 제3회       | 4월 13일    | 1.247%          | 9           | 5           |        |
| 제4회       | 4월 14일    | 1.817%          | 3           | 1           |        |
| 제5회       | 4월 20일    | 1.76%           | 3           | 3           |        |
| 제6회       | 4월 21일    | 1.695%          | 2           | 2           |        |
| 제7회       | 4월 27일    | 1.604%          | 3           | 2           |        |
| 제8회       | 4월 28일    | 2.195%          | 1           | 1           |        |
| 제9회       | 5월 4일     | 1.413%          | 2           | 1           |        |
| 제10회      | 5월 5일     | 2.989%          | 1           | 1           |        |
| 제11회      | 5월 11일    | 2.233%          | 1           | 1           |        |
| 제12회      | 5월 12일    | 2.441%          | 1           | 1           |        |
| 제13회      | 5월 18일    | 1.885%          | 1           | 1           |        |
| 제14회      | 5월 19일    | 2.041%          | 2           | 1           |        |
| 제15회      | 5월 25일    | 2.137%          | 2           | 1           |        |
| 제16회      | 5월 26일    | 2.707%          | 2           | 1           |        |
| 제17회      | 6월 1일     | 1.735%          | 1           | 1           |        |
| 제18회      | 6월 2일     | 2.659%          | 2           | 1           |        |
| 평균 시청률 | 평균 시청률 | 1.984%          | -           | -           |        |

## 연장
- 2015년 5월 4일: 식샤를 합시다2 방영 분량이 16부작에서 2회 연장되어 18부작으로 변경 및 확정되었다.

## 같이 보기
- 식샤를 합시다
- 식샤를 합시다 3